# Харенец
Харенец — река в России, протекает по Рыбинскому району Ярославской области. Устье реки находится в Рыбинском водохранилище (Шекснинская горловина). Длина реки составляет 11 км.
Харенец, в настоящее время впадает с востока в отрог Рыбинского водохранилища, образовавшегося выше плотины ГЭС, перекрывшей русло Шексны. Первый приток по левому берегу водохранилища от плотины. Течёт преимущественно в лесной местности в направлении на юго-запад. Единственный населённый пункт на реке деревня Курганово. Примерно в 1,5 км от устья реку по железобетонному мосту пересекает дорога Рыбинск — Пошехонье Р104. Уровень воды в этом месте 115,2 м, а в устье 102,0 м, то есть этот участок реки достаточно крутой. Выше моста по правому берегу имеется участок свободный от леса, это урочище Иваньково, где ранее была деревня.

## Данные водного реестра
По данным государственного водного реестра России относится к Верхневолжскому бассейновому округу, водохозяйственный участок реки — Рыбинское водохранилище до Рыбинского гидроузла и впадающие в него реки, без рек Молога, Суда и Шексна от истока до Шекснинского гидроузла, речной подбассейн реки — Реки бассейна Рыбинского водохранилища. Речной бассейн реки — (Верхняя) Волга до Куйбышевского водохранилища (без бассейна Оки).
Код объекта в государственном водном реестре — 08010200412110000010300.